# Azacca
Azacca, auch Azaka-Tonnerre oder (Kouzen-) Zaka genannt, ist im haitianischen Voodoo ein Loa (Geistwesen) aus der Nachon Ghede. Er wird in erster Linie der Landwirtschaft zugeordnet, aber bisweilen auch in Liebesangelegenheiten gerufen.

## Eigenschaften

### Aufgaben
Azacca gilt als geliebter jüngerer Bruder des Loa Ghede und gehört zugleich zur gleichnamigen Gruppe der Ghede-Loa, die allgemein im Spannungsfeld zwischen Leben und Tod tätig sein sollen. Sein spezifischer Hauptaufgabenbereich ist die Landwirtschaft, er ist aber auch Schutzgeist des Liebeswerbens um junge Mädchen und der Polygamie sowie Bewahrer des Inzesttabus und des Kindeswohls. Insgesamt wird ihm eine geringere Machtfülle als seinem Bruder zugeschrieben; zugleich fehle ihm die anderen Ghede-Loa oft eigene Heimtücke und deren Zorn völlig. Er soll schon von den Taíno, den Ureinwohnern Haitis, verehrt worden sein.

### Erscheinung
Er tritt Menschen gegenüber als junger, barfüßiger, freundlicher und etwas tölpelhafter Landbewohner auf, raucht eine Tabakpfeife und trägt einen Strohhut sowie einen Strohsack. Azacca gilt als harter Arbeiter, jedoch auch als verspielt, und soll wie eine Ziege meckern. Sein Verhältnis zum Stadtleben und zu Städtern gilt als gespannt. Er liebt Klatsch und gutes Essen, das er in gieriger Weise verzehren soll. Er sei ein eifriger Beobachter des zwischenmenschlichen Verhältnisses und gilt als unbestechlich und freundlich, aber auch nachtragend und muss von Personen, die gegen ihn gesündigt haben, mit besonderen Versöhnungsritualen beschwichtigt werden.

## Kult

### Symbolik
Azaccas Veve besteht aus der stilisierten Darstellung eines parzellierten Ackers, umgeben von landwirtschaftlichen Geräten wie zwei Sicheln, einem Erntemesser, zwei Macheten und einer Tragetasche sowie acht jeweils achtstrahligen Sternen, einer davon auf der Tasche, die anderen freistehend zwischen den Geräten. Ihm werden die Farben Grün, Blau und Rot zugeordnet. Er wird, wenn ihm Respekt erwiesen werden soll, nicht mit seinem Namen, sondern als Cousin (im Kreyòl: kouzen) angesprochen.

### Verehrung
Wie im Fall der anderen Loa beruht die Verehrung Azaccas hauptsächlich auf Gebeten und Opfergaben, die meist gemeinsam praktiziert werden. Als Opfer soll er weißen Rum, braunen Zucker, Avocados, gekochten Mais, in Pflanzenöl getränktes Brot, Ziegen, graue Hühner, Erdnüsse, Süßkartoffeln, Yams, Kokosnüsse, Cola, Kaffee, beliebiges Obst und fettige Innereien in Form  frittierter Scheibchen bevorzugen. In der christlich geprägten Richtung des haitianischen Voodoo wurde Azacca mit dem römisch-katholischen Heiligen Isidor von Madrid, einem 1622 kanonisierten Bauern, gleichgesetzt und dementsprechend verehrt.